# Aidóna
Aidóna är en ort i Grekland.   Den ligger i prefekturen Trikala och regionen Thessalien, i den centrala delen av landet, 260 km nordväst om huvudstaden Aten. Aidóna ligger 832 meter över havet och antalet invånare är 179.
Terrängen runt Aidóna är bergig åt nordväst, men åt sydost är den kuperad. Aidóna ligger nere i en dal. Runt Aidóna är det ganska glesbefolkat, med 32 invånare per kvadratkilometer. Närmaste större samhälle är Kalampáka, 17,5 km nordost om Aidóna. I omgivningarna runt Aidóna växer i huvudsak blandskog.